# 韋爾瓦爾阿爾卑斯山脈

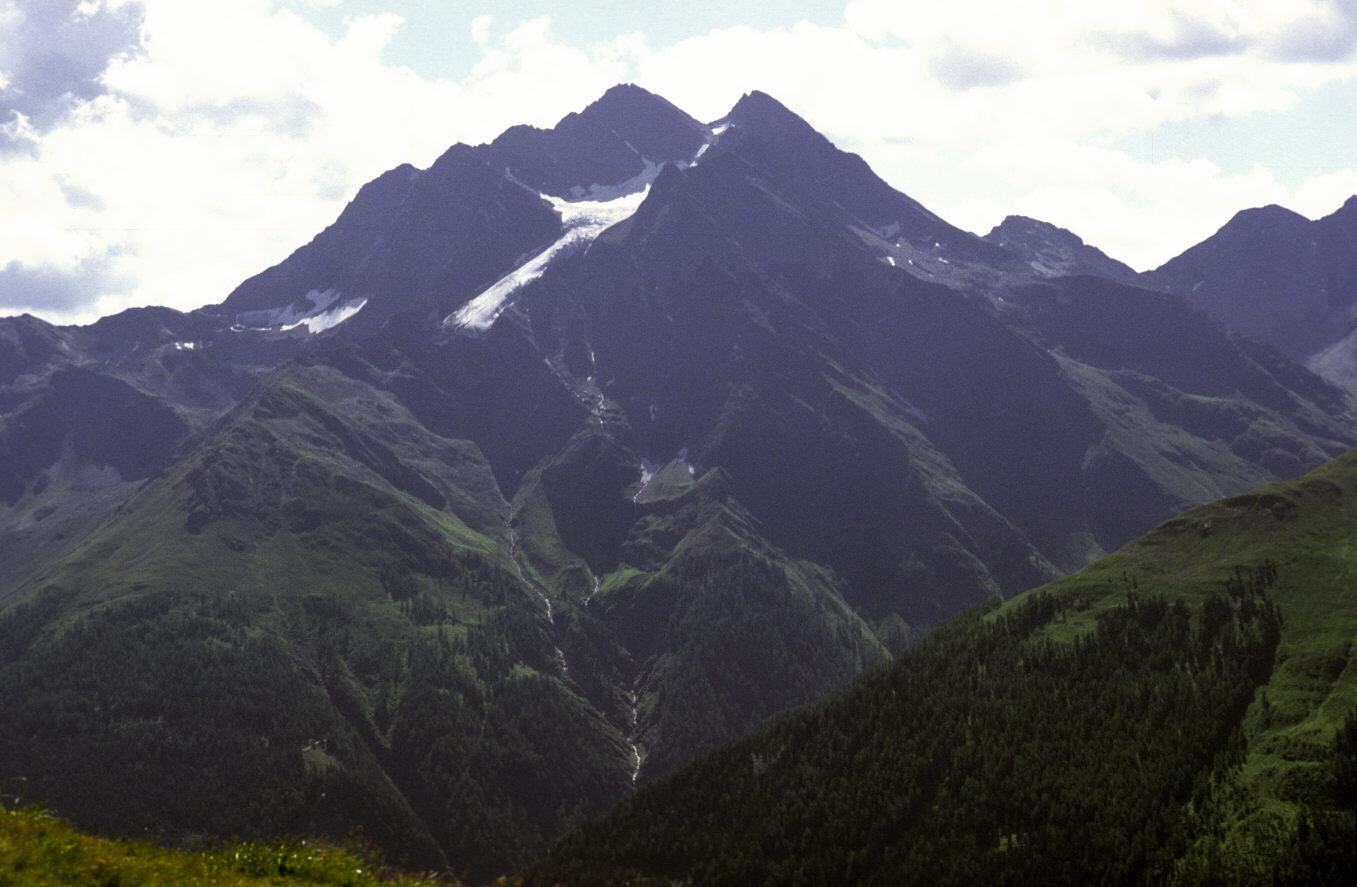

韋爾瓦爾阿爾卑斯山脈是奧地利的山脈，是中阿爾卑斯山脈的一部分，橫跨福拉爾貝格州和蒂羅爾州，最高點海拔高度3,168米，山體由變質岩組成。